# زي موحد للممرضات

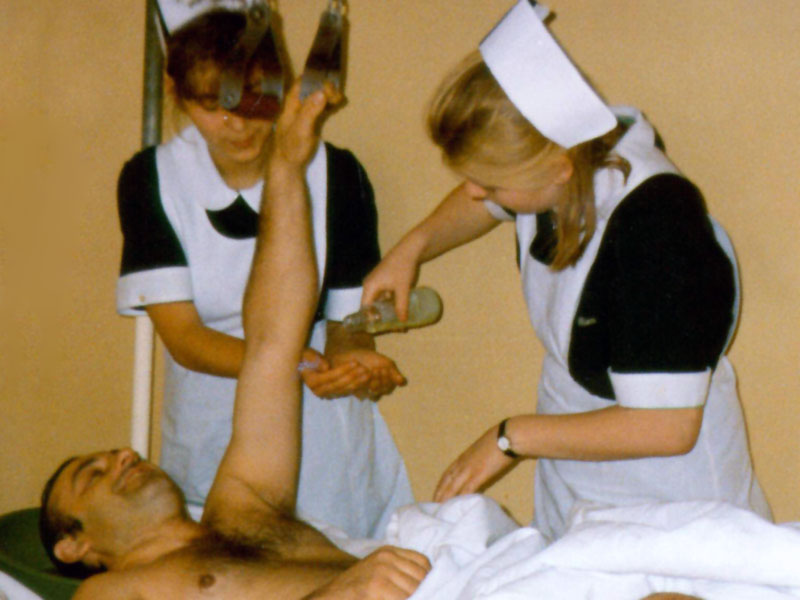
ممرضات يرتدين زيًا موحدًا مقياسيًا يتكون من ثوب نسائي ومئزر وقبعة.

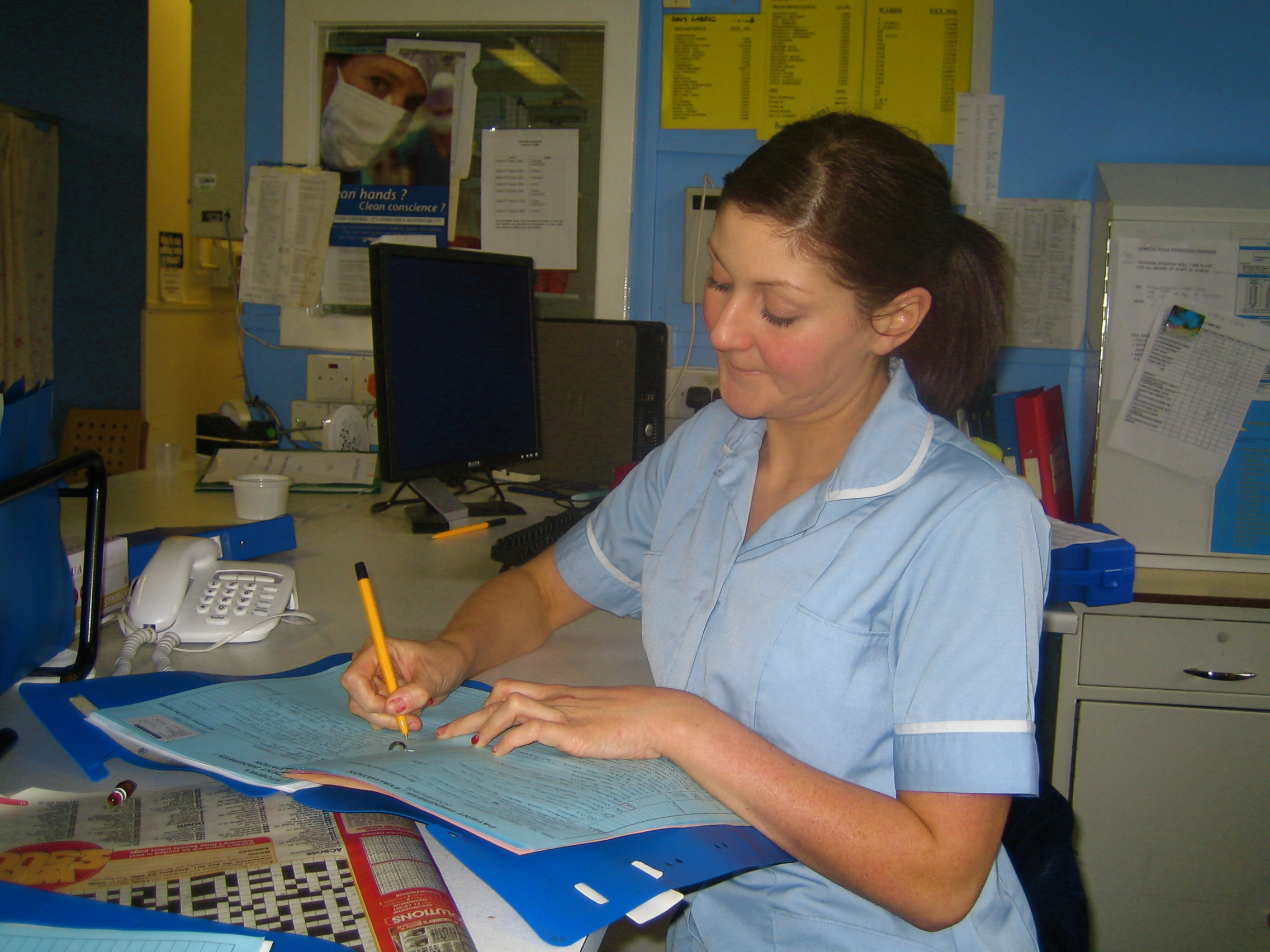
صورة لممرضة تخدم الموظفين و ترتدي ثوبًا نسائيًا يعود لثمانينيات القرن العشرين.

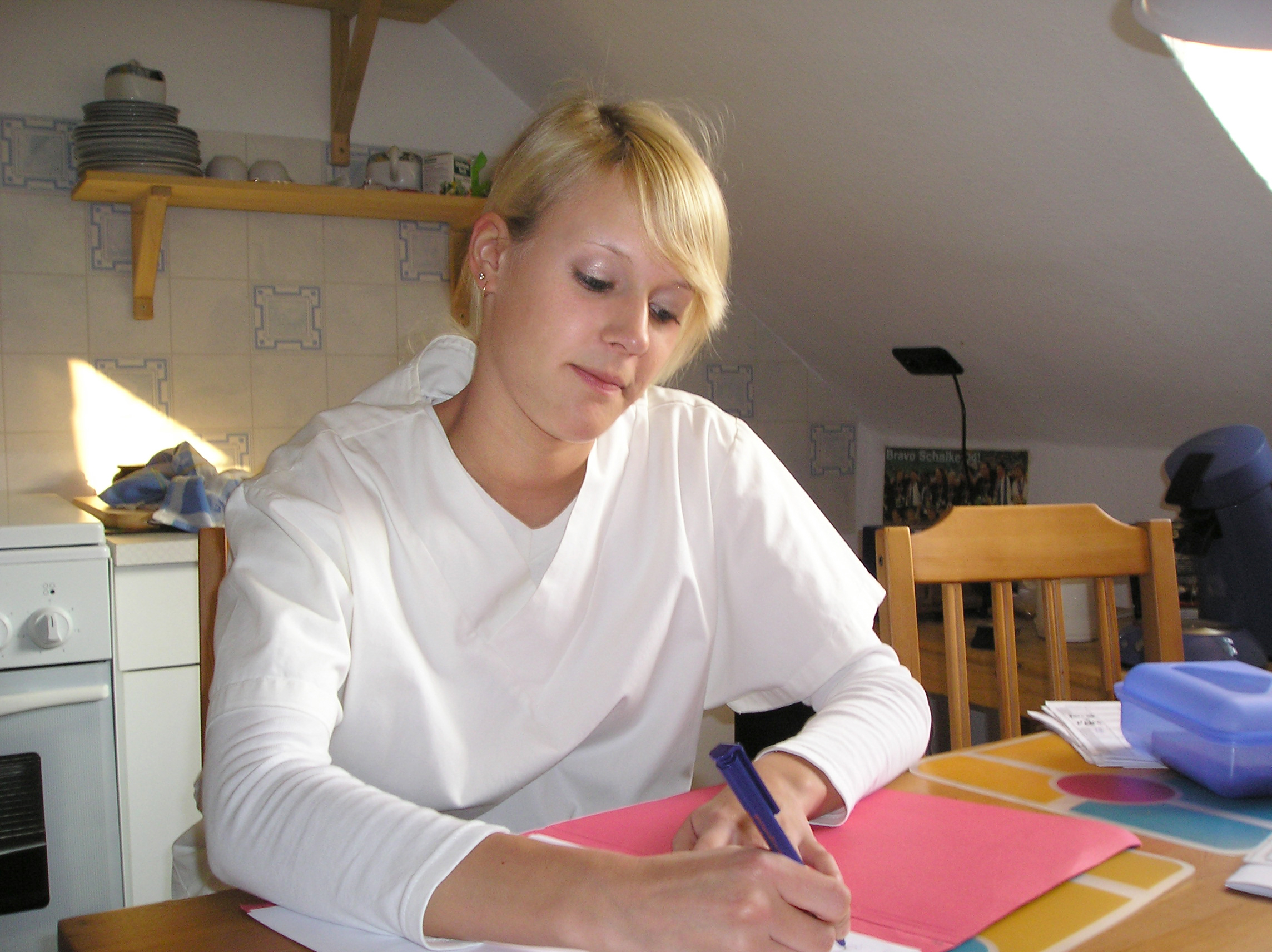
ممرضة ألمانية ترتدي زي السكرابز.

الزي الموحد للممرضات هو الزي الذي ترتديه الممرضات من أجل النظافة الصحية وتحديد هويتها وعملها. ويتكون الزي التقليدي الموحد للممرضة من ثوب نسائي ومئزر وقبعة. وقد وُجد الزي الموحد للممرضة في أنماطٍ متعددة ومتنوعةٍ، ولكن ظل النمط الأساسي في اللباس معروفًا.

## معلومات تاريخية
تم استنباط الزي الموحد الأول للممرضة من رداء الراهبة. وقبل القرن التاسع عشر، كانت الراهبات تتولين رعاية المرضى والمصابين، ولذلك كان من الواضح أن الممرضات المتدربات اكتسبن عادة الراهبات حيث إنهن تبنين أعمالاً مثل «الممرضة المسئولة (الراهبة)». وكانت (ميس فان رينسيلار)، التي تعد إحدى طالبات فلورنس نايتينجيل، هي من صممت الزي الموحد الأصلي للطالبات في مدرسة ميس نايتينجيل للتمريض. وحدثت تغييراتٌ طفيفةٌ في هذا الزي الموحد قبل أربعينيات القرن العشرين. وكانت الملابس تتكون من زي أزرق اللون في المقام الأول. وكانت المستشفيات تتمتع بحرية تحديد نمط الزي الموحد للممرضة، بما في ذلك قبعة الممرضة التي توجد في العديد من الأشكال المختلفة.

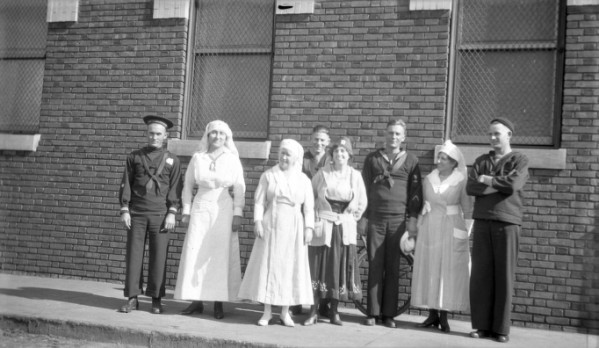
سيدتان ترتديان الزي الموحد للممرضة

في بريطانيا، صُمم الزي الموحد الوطني (أو ببساطة «الوطني») في نفس وقت ظهور هيئة الخدمات الصحية الوطنية (NHS) في عام 1948، وظهور زي نيوكاسل. وبدأ ظهور الزي ذي الياقات المفتوحة منذ ستينيات القرن العشرين. وفي سبعينيات القرن العشرين، حلت القبعات الورقية البيضاء التي يمكن التخلص منها محل القبعات القطنية؛ وفي ثمانينيات القرن العشرين، حلت المآزر البلاستيكية محل المآزر التقليدية وبدأت الملابس القديمة في التلاشي. ومنذ تسعينيات القرن العشرين، أصبحت ملابس السكرابز (scrubs) (هي ملابس مكونة من قمصان وسراويل أو أردية ترتديها الممرضات المحيطات بالجراحين وغيرهم من موظفي غرفة العمليات عند التعقيم لعملية جراحية) شائعة في بريطانيا. وقد ظهرت لأول مرة في الولايات المتحدة الأمريكية؛ ومع ذلك واصلت بعض الممرضات في بريطانيا ارتداء الثياب الأخرى، بالرغم من عدم إقرار بعض صناديق هيئة الخدمات الصحية الوطنية لها لصالح ملابس السكرابز كما في العديد من البلدان الأخرى.

## الزي المعياري الموحد للممرضة
كان الزي النموذجي الموحد للممرضة من الناحية التاريخية يتكون من ثوب نسائي ومئزر موحد وقبعة ممرضة. ومع ذلك، ففي بعض المستشفيات ارتدت الممرضات الطالبات أيضًا شارة تمريض، أو ربما تم استبدال المئزر الموحد بمئزر على شكل إسكاف. واستمر ارتداء هذا النوع من ثياب الممرضة في العديد من البلدان.

## الأزياء البديلة الموحدة للممرضات
كان هناك اتجاه نحو تصميماتٍ بديلةٍ لأزياء التمريض الموحدة في بعض البلدان منذ أواخر ثمانينيات القرن العشرين. ويتكون نمط الزي الموحد الأحدث للممرضة في المملكة المتحدة إما من:

1. سترة علوية قصيرة وسراويل زرقاء داكنة صُممت على النحو الأمثل لمنع انتقال العدوى، ويعتمد لونها على الدرجة الوظيفية (أو بصورة أحدث، شريط) للممرضة - يتنوع اللون بين مختلف صناديق هيئة الخدمات الصحية الوطنية. وفي الغالب، تتميز السترة العلوية القصيرة بتزيين حواشي الزي الموحد.
2. ثوب بنفس لون السترة العلوية القصيرة.

يرتدي الممرضون الذكور عمومًا سترة علوية قصيرة (تونيك) بيضاء ذات كتفيات في لونٍ أو كميةٍ تُمثل سنة تدريبهم أو درجتهم الوظيفية.
يُعد «زي السكرب» نوعًا أبسط من الزي الموحد، ويتم ارتداؤه في بعض الأحيان في غرف العمليات. وبالنسبة للملابس خارج المستشفى، ترتدي الممرضة سترة حمراء اللون فوق الزي الموحد الذي ترتديه داخل المستشفى. وإذا تمت رؤية ممرضة خارج المستشفى في زيها الموحد الذي ترتديه داخل المستشفى، فيكون هذا جرمًا يمكن تأنيبها عليه وقد تتعرض الممرضة للمساءلة.
تظل الملابس الموحدة التقليدية شائعةً في العالم الثالث، ولكن في غرب أوروبا وشمال أمريكا أصبح ما يُسمى بملابس «السكرابز» أو التونيك أكثر شيوعًا.

## الأزياء الموحدة للممرضة مقارنة بالسكرابز
استُبدلت الأزياء الموحدة التقليدية للممرضة منذ بداية تسعينيات القرن العشرين وحتى الوقت الحالي بزي السكراب «الجديد» في بعض البلدان. وتذكر معظم المستشفيات في الولايات المتحدة الأمريكية وأوروبا أن زي السكراب الموحد أسهل في التنظيف من الزي الموحد القديم للممرضة. وتنقسم الممرضات اللاتي يرتدين أزياء موحدة إلى قسمين:
- أولئك اللاتي يفضلن زي السكرابز الجديد؛ ويبغضن الأزياء الموحدة البيضاء القديمة للممرضات.
- الممرضات اللاتي يرغبن في ارتداء الأزياء الموحدة البيضاء القديمة للممرضات؛ ويذكرن أن الممرضات اللاتي يرتدين السكرابز ينظر المرضى لهن كعاملات نظافة أو جراحات[5] ولا يمكن تحديد هويتهن كممرضات.

تواصل الممرضات ارتداء زي موحد أبيض يتكون من ثوب وقبعة في أجزاء كثيرة من العالم.
ويخرج الزي الموحد الأبيض التقليدي لطاقم التمريض من الذكور الآن عن نطاق الموضة، باستثناء الممرضين الطلاب.
وكثيرًا ما يُستخدم التونيك «السترة العلوية القصيرة» التي تشبه نمط الزي الذي يرتديه جراح الأسنان أو زي ياقته على شكل حرف V.
وتختلف الألوان باختلاف الدرجة الوظيفية ومجال العمل والمستشفى؛ ومع ذلك، يميل لون زي الذكر المُعادل للممرضة (التي تكون مسئولة) إلى أن يكون ذات ظلالٍ زرقاءٍ أو خضراءٍ داكنةٍ: غالبًا ما يكون هذا هو اللون الوحيد المُعترف به من قِبل العامة، حيث إنه يدل على شخصٍ في نطاق المسئولية.

### حُلي التمريض

ساعة الممرضات

جرت العادة على حض الممرضات بشكل أكيد على عدم ارتداء حُلي أثناء عملهن، لأن ذلك قد يصرفها عن غايتها وعملها، وقد تعلق الحلي بجلد المريض أثناء تقديم الرعاية. وكانت ساعة الجيب أو الساعة المُدلاة فيما مضى يُنظر إليها على أنها تلازم العاملين في مجال التمريض. وقد حررت ساعة الجيب أيدي الممرضات حتى يتسنى لهن تقديم الرعاية للمرضى بشكل جيد، وحالت دون أن تصبح ساعة اليد ناقلةً للمرض. وكانت الساعات في بعض الأحيان تُعطى كهدية رمزية مميزة من الآباء إلى الممرضات الشابات، واللاتي كن ينتقلن إلى أحياء الممرضات والعيش بعيدًا عن المنزل للمرة الأولى.